# Microsporum duboisii
Microsporum duboisii är en svampart som först beskrevs av Vanbreus., och fick sitt nu gällande namn av Raffaele Ciferri 1960. Microsporum duboisii ingår i släktet Microsporum och familjen Arthrodermataceae.   Inga underarter finns listade i Catalogue of Life.